# Les Patterson Saves the World
Les Patterson Saves the World is een komische Australische film uit 1987. De film gaat over Sir Les Patterson, geportretteerd door Barry Humphries, met Dame Edna Everage (ook gespeeld door Barry Humphries) die de wereld tegen een kwaadaardige bioterroristische aanval door kolonel Richard Godowni uit het Golfstaatje Abu Niveah wil beschermen.
De film werd mede geschreven door Humphries met zijn derde vrouw Diane Millstead, en geregisseerd door George Miller. 

## Rolverdeling
| Acteur            | Personage                             |
| ----------------- | ------------------------------------- |
| Barry Humphries   | Sir Les Patterson / Dame Edna Everage |
| Pamela Stephenson | Veronique Crudité                     |
| Thaao Penghlis    | Richard Godowni                       |
| Andrew Clarke     | Neville Thonge                        |
| Henri Szeps       | Charles Herpes / Desiree Herpes       |
| Hugh Keays-Byrne  | Farouk                                |
| Elizabeth McIvor  | Nancy Borovansky                      |
| Garth Meade       | Mustafa Toul                          |
| Arthur Sherman    | Evans                                 |
| John Clarke       | Mike Rooke                            |
| Josef Drewniak    | Mossolov                              |
| Esben Storm       | Russische wetenschapper               |
| Joy Westmore      | Gwen Patterson                        |
| Connie Hobbs      | Madge Allsop                          |
| Joan Rivers       | Amerikaanse president                 |